# Sabine Gasteiger
Sabine Gasteiger (28 ottobre 1956) è una sciatrice alpina austriaca ipovedente, vincitrice di sei medaglie ai Giochi paralimpici di sci alpino. Nel 2006 è stata insignita con la Decorazione di Merito in Oro dell'Ordine al merito della Repubblica austriaca.

## Biografia
Ipovedente (nel 1973, un'anomalia genetica l'ha portata verso una disabilità visiva, ha una visione periferica del 5%), ha gareggiato come atleta paralimpica per la nazionale austriaca. Si è avvicinata a questo sport nel 2003 grazie ad un programma di formazione per diventare guida di sci alpino. Sposata con Emil, insieme hanno tre figli.

## Carriera
Ha vinto una medaglia d'oro, due di bronzo e una d'argento alle Paralimpiadi Invernali del 2006 a Torino.
Alle Paralimpiadi invernali del 2010 a Vancouver ha vinto due medaglie (oro nello slalom e argento nello Slalom gigante, categoria non vedenti.) e si è classificata al 4º posto in discesa libera. È stata dichiarata la Sportiva austriaca paralimpica dell'anno 2009.

## Palmarès

### Paralimpiadi
- 6 medaglie:
  - 2 ori (supergigante ipovedenti a Torino 2006; slalom speciale ipovedenti a Vancouver 2010)
  - 3 argenti (discesa libera e slalom speciale ipovedenti a Torino 2006; slalom gigante ipovedenti a Vancouver 2010)
  - 1 bronzo (slalom gigante a Torino 2006)

### Campionati mondiali
- 3 medaglie:
  - 2 ori (slalom speciale e slalom gigante a Kangwonland 2009)
  - 1 bronzo (supergigante a Kangwonland 2009)

## Premi e riconoscimenti
- Atleta para-alpina femminile austriaca dell'anno (2009)